# Hittisberg
Der Hittisberg ist ein 1328 m ü. A. hoher Berg der Allgäuer Voralpen westlich der Iller. Er liegt zur Gänze im Gebiet der Gemeinde Hittisau.

## Lage und Umgebung
Der Hittisberg liegt zwischen Bolgenach und Subersach, östlich des Hittisauer Plateaus. Er ist von allen umgebenden Bergen deutlich abgesetzt und durch seine charakteristische Form aus der gesamten Umgebung markant erkennbar.

## Geologie
Der Hittisberg liegt am südlichen Rand der Molassezone des Bregenzerwaldes. Härtlingsrippen aus Nagelfluh bilden bis zu 50 Meter hohe Wände.

## Landschaft und Naturschutz
Am Nordhang dominiert ein teilweise versauerter Heidelbeer-Fichten-Tannenwald. Am Südhang finden sich eine Alpweide, ein lockerer Ahornbestand und ein teils mit Tannen gemischter Buchenwald.
Die weitgehend naturnahe Gipfelregion des Hittisbergs ist unter der Nummer 21618 im Biotopinventar Vorarlberg eingetragen, steht jedoch unter keinem ausdrücklichen gesetzlichen Schutz. In diesem Gebiet finden sich unter anderem die gefährdeten Arten der Kurzährigen Segge, des Schwalbenwurz-Enzian, des Gewöhnlichen Echten Wacholder, der Kriechenden Hauhechel und der Vogesen-Mehlbeere. Die Biotopfläche gilt auch als ein ideales Areal für Raufußhühner.

## Tourismus
Von Hittisau ausgehend ist der Aufstieg über die Gferenalpe an der Westseite oder über die Hittisbergalpe an der Ostseite möglich, beide Varianten nehmen etwa 1½ Stunden bis zum Gipfel in Anspruch und empfehlen sich wegen des steilen Geländes nur bei trockenem Wetter.
Da vom höchsten Punkt des Hittisberges aus das Ortsgebiet von Hittisau nicht mehr sichtbar ist, steht das „Gipfelkreuz“ etwa 15 Gehminuten westlich an einem Aussichtspunkt auf 1250 m ü. A. Sowohl von diesem „Westgipfel“ als auch vom eigentlichen Gipfel, dem „Ostgipfel“, bietet sich eine beeindruckende Aussicht auf die umliegenden Gebirge.